# Siméon Luce

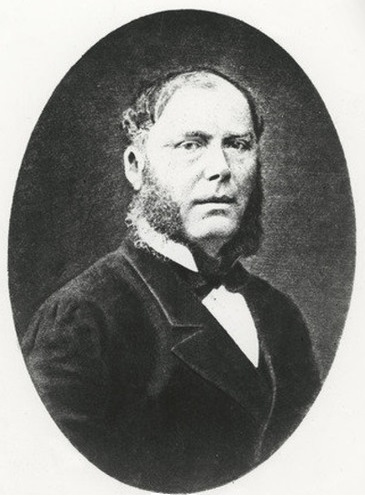

Siméon Luce (* 29. Dezember 1833 in Bretteville-sur-Ay; † 14. Dezember 1892 in Paris) war ein französischer Historiker und Archivar.
Er war Lehrer an der École des Chartes. Seine Karriere als Archivar begann er am Archiv des Departements Deux-Sèvres. 1866 kam er an das Nationalarchiv in Paris. 1882 erhielt er den Professorentitel und wurde zum Mitglied der Académie des Inscriptions et Belles-Lettres gewählt.
Siméon Luce war Vorsitzender der  Société de l’École des chartes, der Société de l’histoire de France und der Société des anciens textes français.

## Werke
- Histoire de la Jacquerie, 1859, 2. Aufl. 1894
- Chroniques de J. Froissart, acht Bände, 1869–1879
- Histoire de Bertrand Du Guesclin et de son époque, 1876, 2. Aufl. 1882
- Jeanne d’Arc à Domrémy, recherches critiques sur les origines de la mission de la Pucelle, 1887
- La France pendant la guerre de Cent ans, 1890